# Narrow Stairs
Narrow Stairs é um álbum de Death Cab for Cutie, lançado em 2008.